# Наличная улица (Санкт-Петербург)
Нали́чная у́лица — крупная магистраль на Васильевском острове в Санкт-Петербурге, проходящая от Большого проспекта до Морской набережной.

## Происхождение названия
Наличная улица получила своё название в 1806 году. Наличная говорит о том, что улица выходит «на лицо», к взморью. Здесь, неподалёку от Гавани, был и Наличный переулок. Так он назывался потому, что соединялся с Наличной улицей. В 1972 году он вошёл в Малый проспект Васильевского острова (часть Малого проспекта В. О. между Наличной улицей и улицей Нахимова).
Наличная улица — обычное в прошлом наименование передних, лицевых улиц. В XVIII веке на Петроградской стороне было четыре Наличных улицы. Судя по старым планам, все они были крайними, граничили с незастроенными местами.

## Описание
Улица начинается у площади Морской Славы, где располагается Морской вокзал Санкт-Петербурга. К северу от Морского вокзала по чётной стороне Наличной улицы до 2022 года находился выставочный комплекс «Ленэкспо». К северу от Ленэкспо находится музей-подводная лодка «Народоволец». Здесь же иногда отстаивается в межнавигационный период парусное судно «Штандарт».
По нечётной стороне улицы между Большим проспектом В. О. и Среднегаванским проспектом находится сад Опочинина. К северу от Среднегаванского проспекта — жилая застройка 1950—1960-х гг., по мере приближения к реке Смоленке сменяющаяся жилой застройкой 1970—1980-х гг. При пересечении нечётной стороны Наличной улицы и южного берега реки Смоленки — Арктический и Антарктический научно-исследовательский институт, относящийся к Федеральной службе по гидрометеорологии и мониторингу окружающей среды (Росгидромету).
У северного берега реки Смоленки станция метро «Приморская».
По чётной стороне улицы к северу от Шкиперского протока смешанная жилая застройка, от 60-х гг. XX века до первых лет XXI века. К северу от Смоленки по обеим сторонам Наличной улицы — жилая застройка 1970-х гг. — начала XXI в. После пересечения улицы Кораблестроителей — Уральской улицы (на этом перекрёстке улица меняет название) Наличная улица продолжается как Морская набережная.

## Примечательные здания
- Дом № 3 — в доме жил ректор ЛГУ академик АН СССР/РАН К. Я. Кондратьев, установлена мемориальная доска.
- Дом № 6, литера И — до марта 2022 года на этом участке находилось здание Научно-исследовательского морского института связи и телемеханики, построенное в 1947—1949 по проекту архитектора Давида Бурышкина. Здание являлось архитектурной доминантой Гавани Васильевского острова: оформленное в неоклассическом стиле, оно было украшено колоннами и лепниной, композиционным центром выступала увенчанная шпилем башня в центре здания. С 1960-х дом входил в комплекс «Ленэкспо», территорию которого выкупила компания «Меркури кэпитал траст»[4][5]. В январе 2022 года компания предоставила градсовету проект застройки территории «Ленэкспо» комплексом «Морская резиденция», для которого планировалось снести все существовавшие на территории в 41 тыс. м2 постройки, включая здание НИИ Института связи[6]. Градсовет рекомендовал здание сохранить, в СМИ сообщали, что разрешения на демонтаж застройщик не получал, а дом имел статус «обладающего признаками объекта культурного наследия» и не подлежал сносу как минимум до момента рассмотрения документов в КГИОП[5][7][8]. Тем не менее, уже в марте 2022 года здание было разрушено силами компании-подрядчика СК «Прайд». Градозащитники и глава петербургского отделения ВООПиИК Александр Кононов назвали ситуацию вопиющим произволом девелопера[9].
- Дом № 9 — трёхэтажный приют для бедных Свято-Троицкой церкви 1887 года постройки, арх. Александр Павловский[10].
- Дом № 15 — в этом здании жил архитектор С. И. Евдокимов[11]

## Транспорт
На пересечении с улицей Одоевского расположена станция метро «Приморская».
По улице проходят следующие маршруты общественного транспорта:
- Автобусы: № 1, 6, 7, 41, 42, 100, 128, 151, 152, 158, 168, 249, 261, 262.
- Троллейбусы: № 9, 10, 11, 12, 28.
- Трамваи: № 1, 6.

В доме № 24 располагался автобусный парк № 4. В 2005 году он был закрыт, здание снесено в 2007 году.
На пересечении Наличной улицы и улицы Кораблестроителей располагается конечная станция автобусов, троллейбусов и трамваев.

## Пересечения
Наличная улица пересекается со следующими проездами:
- Морская набережная
- Улица Кораблестроителей
- Переулок Каховского (выезд в карман)
- Железноводская улица (выезд в карман)
- Новосмоленская набережная
- Улица Одоевского
- Улица Беринга
- Улица Нахимова
- Малый проспект В.О.
- Улица Шкиперский проток
- Средний проспект В.О.
- Среднегаванский проспект
- Большой проспект В.О.
- Площадь Морской Славы